# Haitong (socken i Kina, Henan)
Haitong (kinesiska: 海通, 海通乡) är en socken i Kina. Den ligger i provinsen Henan, i den centrala delen av landet, omkring 150 kilometer nordost om provinshuvudstaden Zhengzhou. Antalet invånare är 49 632. Befolkningen består av 24 586 kvinnor och 25 046 män. Barn under 15 år utgör 23,0 %, vuxna 15-64 år 68 %, och äldre över 65 år 8,0 %.
Genomsnittlig årsnederbörd är 692 millimeter. Den regnigaste månaden är juli, med i genomsnitt 209 mm nederbörd, och den torraste är januari, med 4 mm nederbörd.